# Österreichischer Volleyball-Cup 2019/20 (Männer)
Der Österreichische Volleyball-Cup der Männer wurde in der Saison 2019/20 vom Österreichischen Volleyballverband zum 40. Mal ausgespielt und begann am 6. Oktober 2019 mit der ersten Runde. Er endete am 1. März 2020 mit dem Finale in Graz. Der Pokal ging an die UVC Graz.

## Teilnehmende Mannschaften
Für den österreichischen Volleyball-Cup haben sich anhand der Teilnahme der Ligen der Saison 2019/20 folgende 27 Mannschaften, die nach der Saisonplatzierung der Austrian Volley League 2018/19, der 2. Bundesliga Nord 2018/19 und der 2. Bundesliga Süd 2018/19 geordnet sind, qualifiziert. Teams, die als durchgestrichen gekennzeichnet sind, nahmen am Wettbewerb aus diversen Gründen nicht teil oder sind die erste Mannschaften und spielten daher nicht um den Pokal mit. Weiters konnten noch der Landescupsieger, der Landesmeister oder auch Vertreter der Saison 2017/18 teilnehmen.
| Austrian Volley League (7) | 2. Bundesliga Meisterrunde (8) |
| --- | --- |
| - SK Aich/Dob (K) (M) - Union Waldviertel - UVC Graz - UVC Ried im Innkreis - SG VCA Amstetten NÖ - VBC Weiz - VBK Klagenfurt                                                    | - TV Oberndorf - TJ Sokol Wien V - hotVolleys - SSV HIB Liebenau - Hypo Tirol Volleyballteam - PSV VBG Salzburg - VT Roadrunners Wien - Sportunion St. Pölten |
| Frühjahrsdurchgang | |
| 2. Bundesliga Nord (4) | 2. Bundesliga Süd (3) |
| - SG Supervolley OÖ - VC Wolfurt - Union VBC Steyr - VC Mils - SG VCA Amstetten NÖ II                                                                                            | - VCU Wiener Neustadt - SK Aich/Dob II - TSV Hartberg - VC Hausmannstätten - UVC Graz II - VC Voitsberg                                                       |
| Landesligisten (5) | |
| - SG Union Bisamberg/Hollabrunn (NÖ) - ATSV Atterseevolleys Lenzing (OÖ) - BeachUnion Salzburg (S)                                                                               | - SV Schwarzach (V) - VC Wolfurt II (V) |
| Erläuterungen Länderkürzel: (B): Burgenland, (K): Kärnten, (OÖ): Oberösterreich, (NÖ): Niederösterreich, (S): Salzburg, (ST): Steiermark, (T): Tirol, (W): Wien, (V): Vorarlberg | |

| (M) | amtierender Meister      |
| (C) | amtierender Cupsieger    |
| (N) | Neuaufsteiger der Saison |

## Turnierverlauf

### Vorrunde
| Datum             | Team 1                        | Team 2                       | Ergebnis                                |
| ----------------- | ----------------------------- | ---------------------------- | --------------------------------------- |
| 06.10.2019, 11:00 | VC Wolfurt II                 | VC Mils                      | 0:3 (12:25, 18:25, 12:25)               |
| 06.10.2019, 13:30 | SG Union Bisamberg/Hollabrunn | Union Waldviertel            | 0:3 (18:25, 21:25, 13:25)               |
| 06.10.2019, 13:30 | VC Wolfurt                    | Hypo Tirol Volleyballteam    | 0:3 (23:25, 21:25, 18:25)               |
| 06.10.2019, 14:00 | VCU Wr. Neustadt              | Union VBC Steyr              | 3:0 (25:20, 25:19, 25:23)               |
| 06.10.2019, 14:30 | VT Roadrunners Wien           | VC Amstetten NÖ              | 3:1 (20:25, 25:22, 25:23, 25:20)        |
| 06.10.2019, 16:00 | BeachUnion Salzburg           | ATSV Atterseevolleys Lenzing | 3:2 (25:21, 22:25, 13:25, 25:16, 20:18) |
| 06.10.2019, 17:00 | SV Schwarzach                 | PSV VBG Salzburg             | 0:3 (26:28, 17:25, 22:25)               |
| 06.10.2019, 18:00 | VC Hausmannstätten            | VBK Klagenfurt               | 0:3 (22:25, 18:25, 20:25)               |
| 06.10.2019, 18:00 | SG Supervolley OÖ             | TJ Sokol Wien V              | 0:3 (24:26, 21:25, 14:25)               |
| 06.10.2019, 18:30 | SSV HIB Liebenau              | UVC Graz                     | 0:3 (17:25, 19:25, 21:25)               |
| 06.10.2019, 19:00 | VBC Weiz                      | SK Aich/Dob                  | 2:3 (20:25, 25:22, 25:20, 12:25, 12:15) |

### Achtelfinale
Folgende fünf Vereine stiegen in das Achtelfinale ein: UVC Ried im Innkreis, TV Oberndorf, hotVolleys, Sportunion St. Pölten, TSV Hartberg
| Datum             | Team 1                | Team 2                    | Ergebnis                                |
| ----------------- | --------------------- | ------------------------- | --------------------------------------- |
| 20.10.2019, 13:00 | BeachUnion Salzburg   | Hypo Tirol Volleyballteam | 1:3 (30:32, 28:30, 25:22, 18:25)        |
| 20.10.2019, 13:30 | hotVolleys            | UVC Ried im Innkreis      | 0:3 (18:25, 18:25, 14:25)               |
| 20.10.2019, 16:00 | VC Mils               | Union Waldviertel         | 3:2 (21:25, 16:25, 25:19, 25:21, 15:11) |
| 20.10.2019, 16:00 | PSV VBG Salzburg      | UVC Graz                  | 0:3 (22:25, 20:25, 15:25)               |
| 20.10.2019, 16:00 | VT Roadrunners Wien   | VBK Klagenfurt            | 1:3 (19:25, 25:22, 17:25, 18:25)        |
| 20.10.2019, 18:00 | Sportunion St. Pölten | VCU Wr. Neustadt          | 3:1 (25:23, 25:19, 19:25, 28:26)        |
| 20.10.2019, 18:30 | TSV Hartberg          | SK Aich/Dob               | 0:3 (11:25, 20:25, 16:25)               |
| 20.10.2019, 18:30 | TV Oberndorf          | TJ Sokol Wien V           | 3:1 (25:17, 25:23, 23:25, 25:19)        |

### Viertelfinale
| Datum             | Team 1                    | Team 2               | Ergebnis                  |
| ----------------- | ------------------------- | -------------------- | ------------------------- |
| 9.11.2019, 20:00  | VC Mils                   | UVC Graz             | 0:3 (21:25, 17:25, 18:25) |
| 10.11.2019, 19:30 | TV Oberndorf              | VBK Klagenfurt       | 0:3 (27:29, 21:25, 25:27) |
| 17.11.2019, 16:00 | Sportunion St. Pölten     | UVC Ried im Innkreis | 0:3 (21:25, 17:25, 18:25) |
| 09.02.2020, 15:00 | Hypo Tirol Volleyballteam | SK Aich/Dob          | 0:3 (18:25, 10:25, 16:25) |

### Halbfinale
| Datum             | Team 1         | Team 2               | Ergebnis                                |
| ----------------- | -------------- | -------------------- | --------------------------------------- |
| 29.02.2020, 18:00 | UVC Graz       | UVC Ried im Innkreis | 3:0 (25:20, 25:22, 25:20)               |
| 29.02.2020, 20:00 | VBK Klagenfurt | SK Aich/Dob          | 2:3 (26:24, 19:25, 25:23, 19:25, 13:15) |

### Finale
| Datum             | Team 1   | Team 2      | Ergebnis                                |
| ----------------- | -------- | ----------- | --------------------------------------- |
| 01.03.2020, 20:25 | UVC Graz | SK Aich/Dob | 3:2 (23:25, 15:25, 26:24, 25:20, 15:10) |